# Мавронери
Мавронери или Есонас (на гръцки: Μαυρονέρι или Αίσωνας) е река в Егейска Македония, Гърция. Мавронери е най-голямата река в Пиерия, като е дълга 50 km и има водосборна площ от 655 km2.

## Описание
Реката извира от планината Шапка (Титарос), източно под връх Пиргос (1689 m). На практика се образува от сливането на десетки малки потоци, които имат своите източници във Фламбуро (Пиерия) и Шапка, които разделя. Тече на северозапад и след местността Оя Цаири завива на североизток, а под връх Грамени Оксия (1584 m) на изток в десеткилометрова дълбока планинска долина, известна като Петренски пролом (Στενά της Πέτρας). Минава през село Фтери, където приема десния приток Хайдари. При село Скотина (Морна) на реката има малък язовир, тя приема притока си Морнотикос и завива на североизток. Излиза от планината северно от Фотина и южно от Като Милия. След Като Милия приема големия си ляв приток Пистериес. Северно от Неа Ефесос (Ступи) приема друг голям ляв приток Пелекас. След 7 km се влива в Солунския залив на Бяло море в местността Армирки северно от Каливия Варику и южно от Олимпиаки Акти (Катериноскала).
В устието на реката се образува красив комплекс от влажни зони, простиращи се на дължина от 5 километра успоредно на брега.
Често, особено през летните месеци, реката пресъхва, както по естествени причини, така и поради използването на вода за напояване.

## Имена
В горното си течение реката носи и името Итамос (Ίταμος). Името ѝ Мавронери, което означава Черна вода, се дължи на мътните ѝ води. В Античността реката носи имената Есон (Αίσων) и Митис (Μίτυς), през Средновековието Петра (Πέτρα) и Фидари (Φίδαρη), а в Османската епоха – Кара Су, което подобно на Мавронери означава Черна вода.

## Флора и фауна
Въпреки че реката е под силен натиск от антропогенни фактори, тя остава важно убежище за дивата фауна на района. Липсата на много селища и наличието на гъста крайречна гора в средата на безлесна равнина привлича много диви животни.
Растителността около Мавронери се състои от гора от елша, платани, различни върби, габъри, брястове, тополи и къпини, докато по-нагоре се срещат дъбове и кестени. В устието на реката се простират места със солянка и дзука, а на няколко места има красиви пясъчни дюни. В близост до реката могат да се срещнат интересни видове като теснолистна върбовка (Epilobium angustifolium), пясъчната лилия (Pancratium maritimum), хаарбахиев клин (Astragalus suberosus haarbachii), жлезиста белардия (Bellardia trixago), чадърче (Calystegia sepium), горската пищялка (Angelica sylvestris), крайморско какиле (Cakile maritima), ароматен ацинос (Acinos suaveolens), червен кантарион (Centaurium erythraea), ароматен ацинос (Acinos suaveolens), есенен гороцвет (Adonis annua), полска белоочица (Buglossoides arvensis), полска поветица (Convolvulus arvensis), цинанхум (Cynanchum acutum), италианско усойниче (Echium italicum), луличка (Linaria chalepensis), италианска гладиола (Gladiolus italicus), дълголистна мента (Mentha longifolia), мокреш (Nasturtium officinale), лапатолистно пипериче (Persicaria lapathifolia), Prasium majus, дебрянка (Sanicula europaea), жаблекова лаваница (Alisma plantago-aquatica), илирийски гингер (Onopordum illyricum).
Мавронери е важно място за птиците и това е така, защото е близо до голямата естуарна система на Бистрица (Алиакмонас), а също и до лиманите при Алики и така много блатни птици и водолюбиви птици от горните райони също спират тук. В същото време гората събира много видове от равнините, които намират защита сред дърветата. От хищниците тук се срещат голям креслив орел, черна каня, тръстиков блатар, полски блатар, ливаден блатар, обикновен мишелов, малък ястреб, късопръст ястреб, сокол скитник, белошипа ветрушка, вечерна ветрушка, малък сокол, бухал, забулена сова и кукумявка. Сред чаплите тук живее нощна чапла, сива чапла, голяма бяла чапла, червена чапла, малка бяла чапла и гривеста чапла. Сред патиците край устието се срещат зеленоглава патица, зимно бърне, бял ангъч, клопач фиш и кафявоглава потапница. Други видове са голям корморан, малък гмурец, голям гмурец, малка черноглава чайка, дългоклюна чайка, лиска, бял щъркел, обикновена калугерица, земеродно рибарче, свилено шаварче, черноглава овесарка, обикновен скорец, саблеклюн, кокилобегач, речен дъждосвирец, тръстикова овесарка, малък червеноног водобегач, средна бекасина, речна рибарка, синявица, полска чучулига, късопръста чучулига, червеногуша бъбрица и орехче.
Земноводните включват видове като кафява крастава жаба, зелена крастава жаба, дървесница и балканска жаба. Херпетофауната се състои от шипоопашата костенурка, късокрак гущер, ивичест гущер, жълтоуха водна змия, сива водна змия, леопардов смок, вдлъбнаточел смок, смок стрелец. Мавронери е особено важно място за присъствието на видрата. Други бозайници са лисици, златки, невестулки, таралежи, земеровки различни видове прилепи. Във водите на реката живеят европейска змиорка (Anguilla anguilla), в плитките води на устието рибката Aphanius fasciatus, докато в реката често влизат кефали, за да раждат.

## Водосборен басейн
→ ляв приток, ← десен приток
- ← Хайдари
- → Деси
- ← Ливадиотико
- → Айос Николаос
- → Морнотикос
- ← Петриотикос
- → Пистериес (Брязиотикос)
- → Куцуфлянолакос
- ← Ронгия
- ← Айляс
- → Пелекас